# 陳子福
陳子福（1926年10月31日—2022年10月25日），臺灣臺北市人，國寶級電影海報畫家，曾獲得第43屆金馬獎終身成就特別獎，其海報作品已累積五千幅以上。2022年10月25日逝世，享耆壽96歲。

## 生平

### 早期
陳子福出生於臺灣日治時期的臺北市西門町（今貴陽街一帶），父親是中央市場的記事。幼時就讀老松公學校，畢業後白天打工，晚上就讀成淵中學夜間部。就學期間便已展現出繪畫才能，且較偏好畫人物畫，此外在中學考試寫完試卷之餘會偷畫監考老師的畫像。

### 第二次世界大戰
二次大戰期間，陳子福在中學本科二年級（相當於高中二年級）時自願加入海軍志願兵，因為是甲種體位而錄取。他所加入的志願兵共303人，在高雄接受七個月的訓練後於1944年11月7日至基隆搭乘軍艦護國丸，要前往日本千葉縣的館山砲術學校，但途中遭到美軍潛艇攻擊，跳水逃生後被救到佐世保軍港，成為事故中88名倖存者之一。
在獲救後，則再轉陸路前往學校。又過了六個月後，調到佐世保，進入海軍陸戰隊「國武大隊」，任「大隊附」一職。

### 戰後時期及擔任海報畫家
二次大戰後，陳子福與臺灣同袍於1945年12月28日搭乘美軍控制的日本軍艦返回基隆，於1946年1月1日上岸。中華民國海軍曾邀請他加入，並欲授以中尉軍階，但為陳子福所婉拒。之後基於對繪畫的興趣與專長，於鄰居開設的「白日畫坊」工作，但不久便改到「和豐貿易公司」上班。日後在該公司的一位老闆馮培芝介紹下，陳子福進入了國泰電影公司工作，期間由於自上海來的電影海報在使用幾次之後便會破損，陳子福便會拿來修補或重畫，其他電影公司得知後亦有委託他修補海報。後來由於國泰所進的一部電影《血濺櫻花》並未附有海報，陳子福便自己畫了一張，因該片相當賣座，而增添了其信心。
後來自1950年左右開始，陳子福逐漸接到一些畫電影海報的委託，其中繪製的第一部台語片電影宣傳海報是在1956年的《薛平貴與王寶釧》，而在其名聲逐漸傳播出去之後，委託工作更是日漸增多，正式進入電影圈工作。臺語片興盛時期，其最高紀錄是一個月作畫四十多張海報，曾參與進行《舊情綿綿》、《蚵女》、《俠女》、《王哥柳哥遊台灣》《男人真命苦》等多部著名台語片的海報製作，及經歷過日本片、歐美片、粵語片、台語片、國語片、武俠片等電影海報的長期繪製。
然而隨著時代演變、科技進步，海報製作已不太需要手工繪製，1994年繪製最後一張洋片《金色豪門》的海報之後，陳子福便從長達五十多年的海報繪製工作上退休。
2018年至2019年之間，陳子福捐出1172件海報原稿給國家電影及視聽文化中心作為重要影視文物蒐藏，並在2021年遠流出版共同出版《繪聲繪影一時代：陳子福的手繪電影海報》。

### 逝世
2022年10月25日，陳子福辭世，享耆壽97歲。

## 另見
- 臺語片
- 顏振發